# Wierzba trójpręcikowa

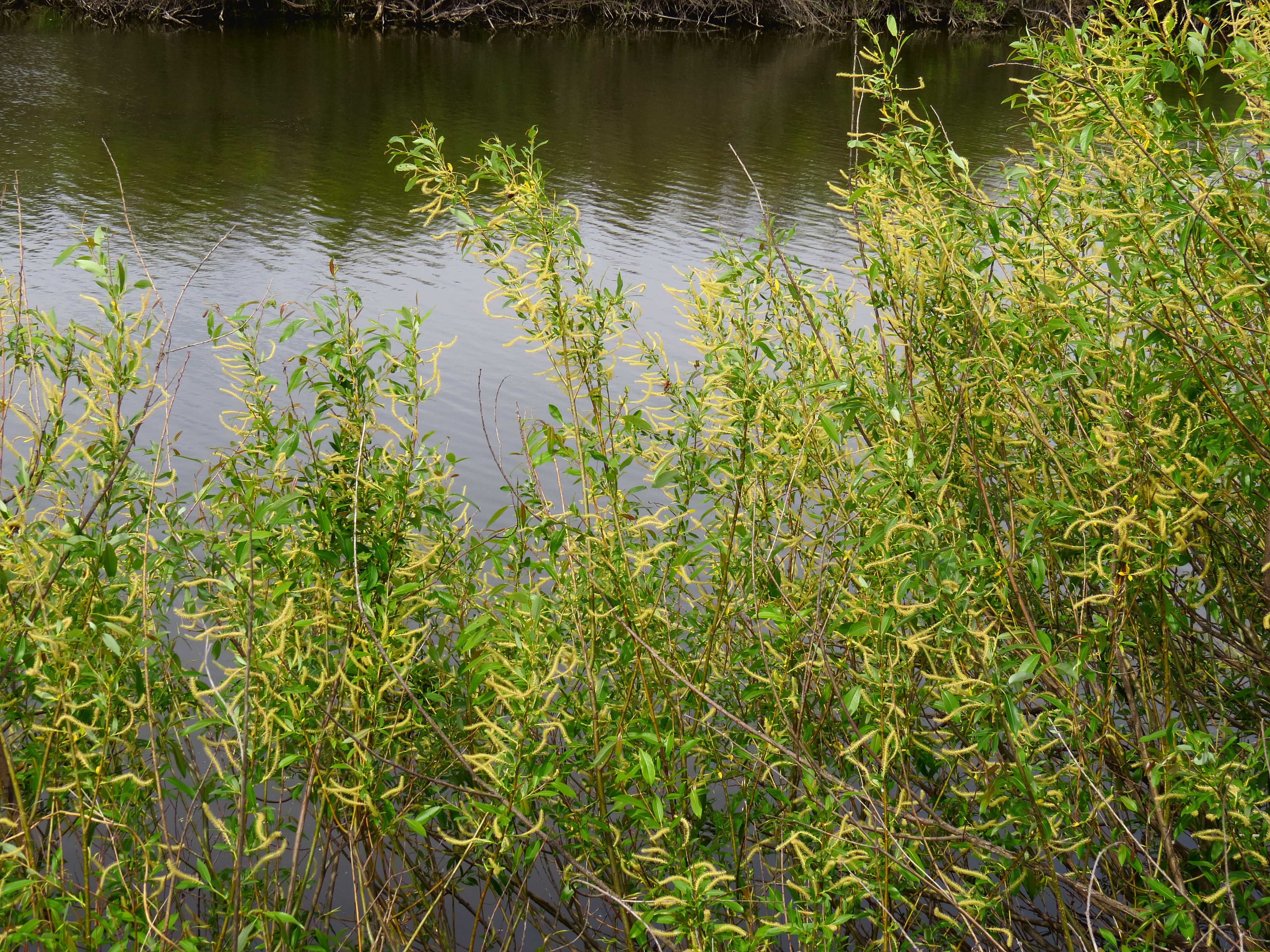
Pokrój

Wierzba trójpręcikowa, wierzba migdałowa (Salix triandra, syn. Salix amygdalina) – gatunek drzewa należący do rodziny wierzbowatych. Występuje w Azji, Europie i Afryce Północnej (Algeria, Maroko, Tunezja). W Polsce w stanie naturalnym występuje na całym obszarze, bardziej pospolita jest w Karpatach i na południu Polski.

## Morfologia
PokrójKrzew, rzadziej małe drzewo o wysokości do 7 m i gałęziach wzniesionych i odstających.
PędyGałęzie brązowe lub żółtozielone i bez sinego nalotu, niełamliwe, nagie. Pędy długie i elastyczne. Kora ma barwę szarobrązową, łatwo łuszcząca się na starszych gałęziach (podobnie, jak u platana). Pączki zaostrzone i nagie.
LiścieWąskoeliptyczne, krótko zaostrzone, o długości 5–10 cm i gruczołkowato piłkowanych brzegach. Górą liście ciemnozielone, na spodniej stronie zielone lub niebieskawe, nagie. Są podobne do liści wierzby kruchej. Ogonki liściowe długości 1–2 cm, nagie. Przylistki trwałe, drobne, o nerkowatym kształcie. Liście nie czernieją podczas schnięcia.
KwiatyRoślina dwupienna. Kwiaty zebrane w kotki o dwubarwnych przysadkach; górą czarnych lub rdzawych, dołem jasnych. Przysadki trwałe, pozostają na pędach do dojrzenia owoców. Kotki cienkie i luźnokwiatowe. Kwiaty żeńskie z jednym miodnikiem, wyrastający na trzonku słupek bez szyjki, o znamionach grubych i poziomo odstających, bardzo krótkich. Każdy kwiat męski ma dwa miodniki. Charakterystyczną cechą gatunkową jest występowanie w kwiatach męskich 3 pręcików. Są one w nasadzie gęsto owłosione.
OwocTorebka o klapach spiralnie odwiniętych na zewnątrz.

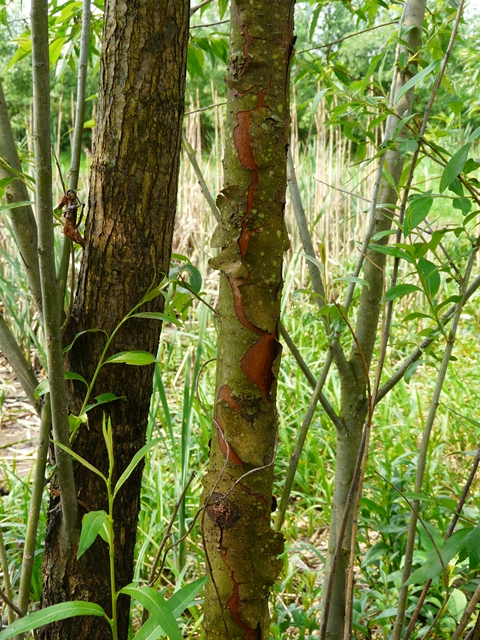
Kora
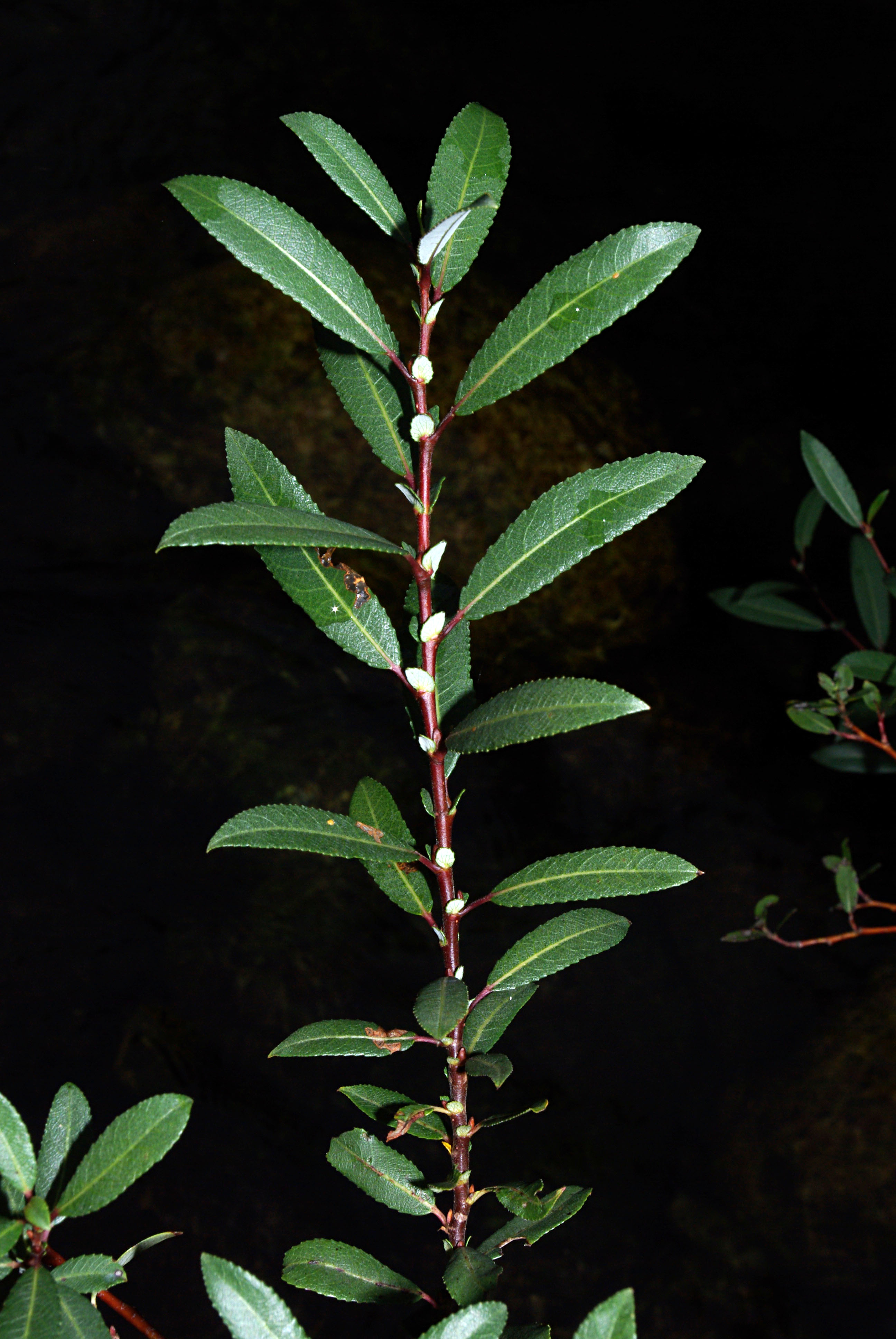
Liście
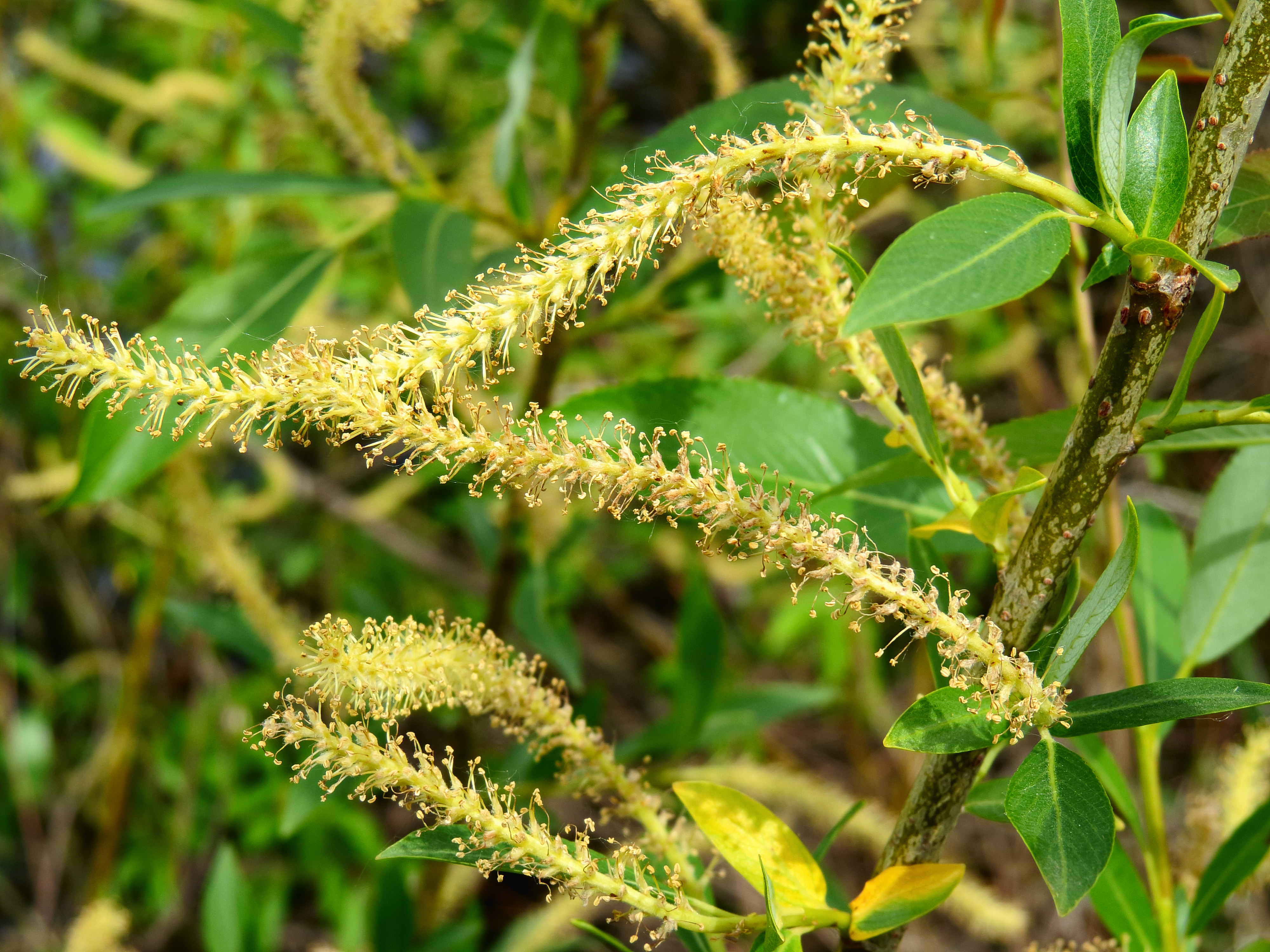
Kwiaty męskie
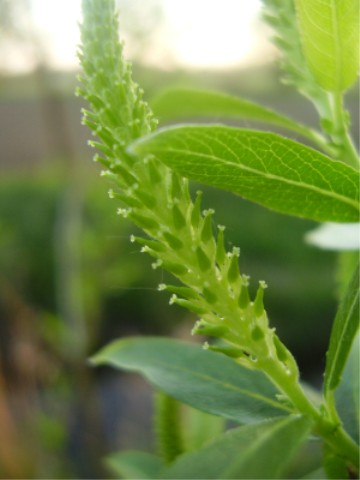
Kwiaty żeńskie

## Biologia i ekologia
Zarośla nadrzeczne, rowy, wilgotne obrzeża łąk. W górach do regla dolnego. W klasyfikacji zbiorowisk roślinnych gatunek charakterystyczny dla Ass. wiklin nadrzecznych Salicetum triandro-viminalis. Kwitnie w kwietniu, zwykle przed rozwojem liści. Jest rośliną owadopylną i miododajną. Nasiona rozsiewane przez wiatr.

## Zmienność
Występuje w dwóch podgatunkach:
- Salix triandra ssp. triandra – liście spodem jasnozielone, ogonki liściowe i pączki nagie. Gatunek charakterystyczny dla All. Salicion albae[6].
- Salix triandra ssp. discolor (Koch)Arcang. – liście spodem niebieskozielone, młode ogonki liściowe i pączki owłosione. Gatunek charakterystyczny dla All. Salicion albae[6].

Tworzy mieszańce z: wierzbą białą, w. kruchą, w. pięciopręcikową, w. purpurową, w. szarą, w. uszatą, w. wiciową.